# 700周年記念スタジアム
700周年記念スタジアム(タイ語: สนามกีฬาสมโภชเชียงใหม่ 700 ปี、英: 700th Anniversary Stadium)は、タイ王国のチエンマイ県にある多目的スタジアムである。

## 概要
1995年に開催された東南アジア競技大会に向けて建設された。スタジアム名は、1996年にムアンチエンマイ郡が遷都700周年を迎えるために700周年記念スタジアムと命名された。収容人数は25,000人。
主にサッカーの試合に用いられ、タイ・プレミアリーグに所属するTTMチエンマイFCがホームスタジアムとして使用していた。現在は タイ・ディヴィジョン1リーグに所属するチエンマイFCが使用している。
また、2004年にはタイで開催された2004 FIFA U-19女子世界選手権の会場の一つとして、グループリーグ及び準々決勝で使用された。

## 交通アクセス
チェンマイ国際空港からタクシーで約20分。